# Marcus Aemilius Scaurus der Ältere
Marcus Aemilius Scaurus der Ältere (* um 163 v. Chr.; † 88 v. Chr.) war ein Politiker der römischen Republik.
Scaurus entstammte einer verarmten Patrizierfamilie. Sein Vater versuchte den Lebensstandard der Familie als Kohlehändler zu sichern. Er selbst jedoch enthielt sich jeglicher kaufmännischer Aktivität (die für römische Senatoren im größeren Rahmen ohnehin verboten war) und begann eine politische Laufbahn. Am Anfang von Scaurus’ cursus honorum stand eine Position als Militärtribun in den hispanischen Provinzen. Anschließend wurde er curulischer Ädil, dann Prätor (119 v. Chr.). Im Jahr 115 v. Chr. wurde Scaurus (zusammen mit Marcus Caecilius Metellus) zum Konsul gewählt und im gleichen Jahr durch die amtierenden Censoren (Lucius Caecilius Metellus Diadematus und Gnaeus Domitius Ahenobarbus) zum princeps senatus ernannt. Als Leiter des Senats wurde er häufig entsandt, um Streitigkeiten zwischen ausländischen Königen zu schlichten.
Im Jahr 109 v. Chr. wurde Scaurus zum Zensor gewählt; als Zensor ordnete Scaurus den Bau der Via Aemilia Scauri und die Wiederherstellung einer Reihe von Brücken an, unter anderem der Milvischen Brücke. Der Tod seines Kollegen Marcus Livius Drusus im darauffolgenden Jahr beendete seine Amtszeit vorzeitig, da in einem solchen Fall die Neuwahl beider Zensoren vorgeschrieben war. Scaurus weigerte sich zunächst, das Amt niederzulegen. Erst als er durch die Volkstribunen in Beugehaft gesetzt oder ihm eine solche angedroht wurde, trat er als Zensor zurück.
Im Jahr 104 v. Chr. wurde er für die Getreideversorgung in Rom zuständig; eine Aufgabe, die so wichtig war, dass sie nur völlig vertrauenswürdigen Personen übertragen wurde, da von ihr die Stimmung in der unruhigen römischen Bevölkerung abhing. Scaurus wird von vielen modernen Forschern als Leiter einer aristokratisch-konservativen Senatsfraktion betrachtet.
Seine zweite Ehefrau war Caecilia Metella, die später die vierte Frau Sullas war. Aus dieser Ehe hatte er zwei Kinder: Aemilia Scaura, die zweite Frau des Pompeius, und Marcus Aemilius Scaurus den Jüngeren.